# In search of Simurgh
In search of Simurgh è un album discografico del gruppo musicale Radiodervish pubblicato nel 2004.

## Il disco
Il disco è un concept album che trae ispirazione dall'opera letteraria Il verbo degli uccelli dell'autore persiano del XII secolo Farid ad-Din Attar. Filo conduttore dell'album è quindi il volo, inteso anche in forma metaforica nonché come estasi. I testi sono multilingue, come tutti i lavori del gruppo, in particolare in inglese, italiano e arabo.
Le musiche e i testi sono di Michele Lobaccaro e Nabil Salameh, mentre la produzione artistica è di Saro Cosentino. Il disco è stato distribuito anche in Asia dal gennaio 2006.

## Tracce
1. Upupa
2. La falena e la candela
3. Amira
4. Layla e Majnun
5. Iblis
6. La fenice
7. Bustan
8. La falena e la candela (reprise)
9. Cento mondi